# Collarada
Collarada es un pico del Pirineo aragonés de 2886 m s. n. m. de altitud, enclavado en el municipio de Villanúa (Huesca, España). Es la máxima altura de la Comarca de la Jacetania y una de las cumbres más impactantes del Pirineo por su amplia visibilidad.
Se encuentra dentro de lo que geológicamente se denominan sierras interiores del Pirineo y forma parte del Circo de Ip, en cuyo centro se encuentra el ibón (lago glaciar) del mismo nombre.
La composición de esta mole, la roca caliza, hace que por el paso del tiempo, las glaciaciones y el agua, contenga un complejo sistema kárstico compuesto de varias grutas, simas y fosas que siguen modificándose por el efecto del agua que recorre su interior en forma de ríos, lagos y sifones.
Destacan entre las formaciones kársticas de Collarada:
- La cueva de Las Güixas o grutas viejas, abierta al público y explotada turísticamente.
- La fuente Cándalo
- La fosa Vernero
- La fosa del Infierno o Buxaquera a 2500 m de altura, profundidad de 714 m y 2400 m de desarrollo.
- La fuente del paco

## Ascensiones
Al ser una montaña de muy grandes dimensiones posee innumerables vías de ascenso por todas sus vertientes, todas ellas muy utilizadas y reconocidas.

### Vías de la cara sur (Villanúa)
Las rutas concurren en el municipio de Villanúa, discurriendo por la cara sur desde el Refugio de la Trapa a 1.750 metros (excepto la Ciresera).

#### Aproximación
Para acceder acceder tanto al Refugio de La Espata como el de la Trapa se puede comprar una entrada en al oficina de turismo de Villanúa por 5€ (actualmente solo vigente para el último de los refugios). Sin embargo existen dos rutas muy clásicas que parten desde el pueblo de Villanúa hasta el refugio de la Trapa, el cual es el punto de partida de la mayoría de las rutas.
- El Camino Viejo de Collarada
- El Barranco de Azús.

#### - Por la Trapa (vía normal)
Es la ruta más habitual a la cumbre, parte desde el refugio de la Trapa. Una vez aquí se accede en dirección norte hacia la canal llamada El Hachar, paso clave para superar los murallones rocosos que rodean toda la montaña. Se trata de un paso sencillo equipado con cadenas que con nieve o hielo puede complicarse. Una vez superado el paso llegamos a las campas en torno al Refugio del Trapal (1.950 m). Siguiendo el sendero progresivamente por laderas herbosas en dirección noreste llegamos a la balsa de los Campaniles (generalmente seca), de aquí en adelante solo queda remontar la descompuesta pala final de piedras (siempre por sendero) y superar el cono cimero por la canal central, la cual presenta una trepada sencilla pero con roca suelta.

#### - Canal de las Tres pelusas

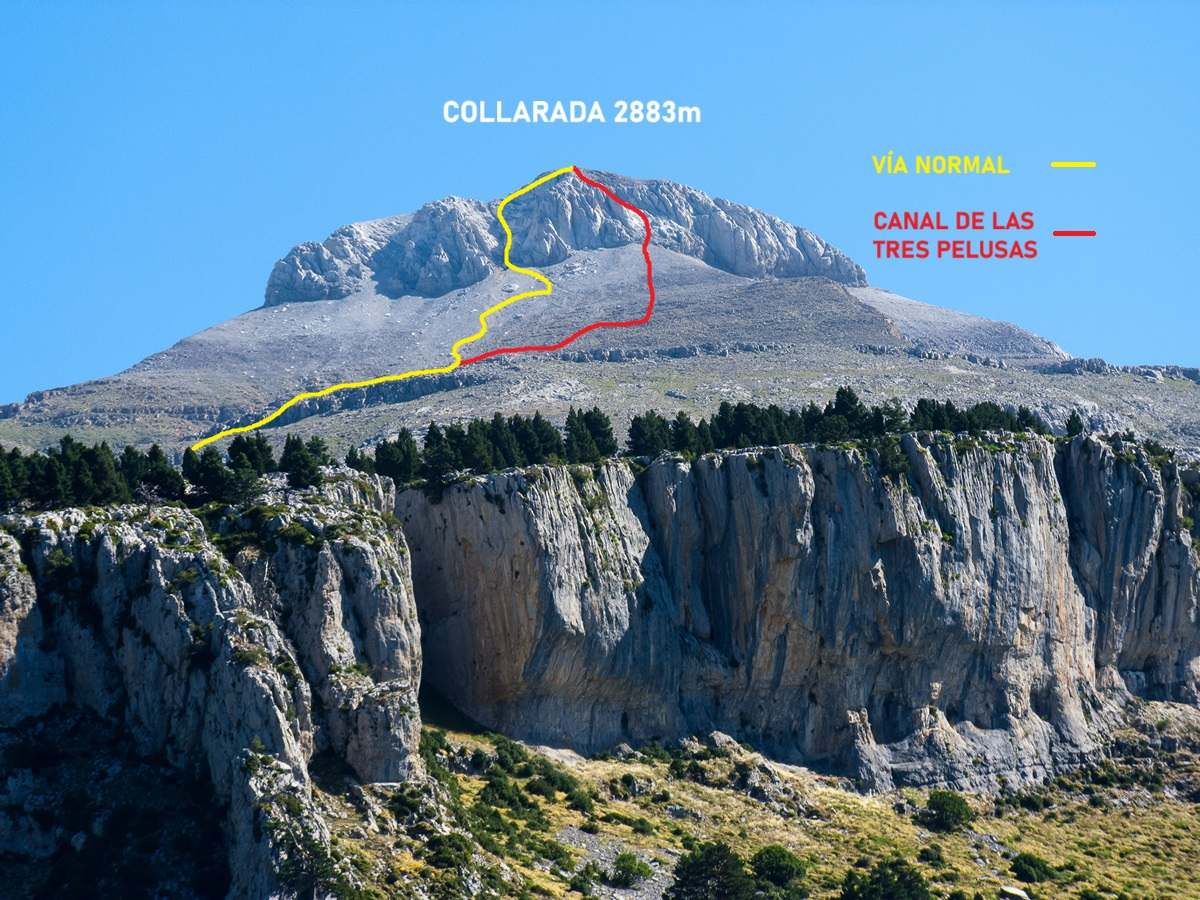
Rutas desde la Trapa (cono cimero)

Se trata de una variante de la ruta normal, la cual era muy citada en bibliografía montañera del siglo XX. Ofrece una trepada de 80 metros algo más vertical que la ruta normal pero con roca mucho más segura y menos transitada, por lo que es muy recomendable. Habrá que seguir la ruta de la Trapa hasta la pala final de la cumbre, una vez aquí tendremos que desviarnos ligeramente hacia el este por una sección de rocas de color rojizo (sin sendero) hasta la base del cono rocoso cimero. La canal de las tres pelusas es la más oriental de todas, la cual rápidamente nos dejara en la cima (II).

#### - Ruta de los Pastores (vía más sencilla en invierno).

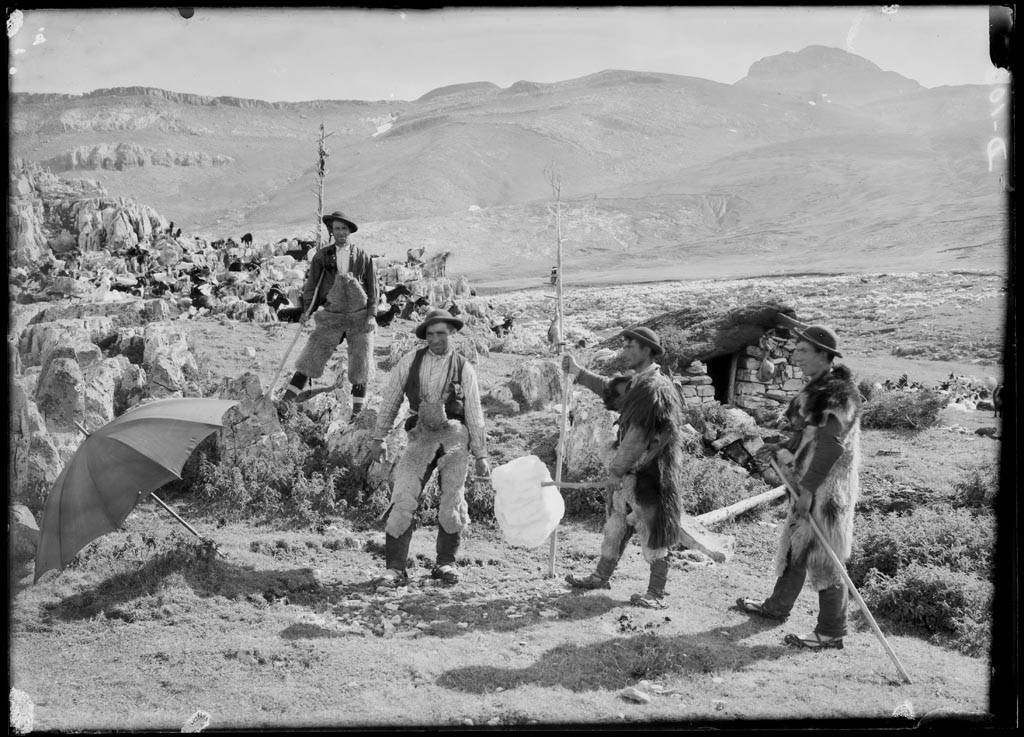
Vía de los Pastores

Ruta histórica que empleaban los pastores para subir al ganado a los pastos superiores evitando el paso de El Hachar, es una vira muy sencilla que permite evitar dicha canal a los más inexpertos o cuando esta en malas condiciones. Hemos de partir desde el refugio de la Trapa hasta la base de la canal de Hachar, una vez aquí torceremos hacia el oeste dejando la canal a nuestra derecha. Subiendo por terreno herboso con viejas trazas de sendero hasta superar el murallón de la montaña por el llamado "Paso Ancho" sin dificultad. Una vez superado torceremos al este para llegar por suaves praderas al refugio del Trapal y enlazar con cualquiera de las dos rutas anteriores.

#### - La Ciresera (acceso más rápido)
Se trata de la ruta más rápida para ascender la cumbre sin pagar la entrada de la pista de la Trapa. Dejando nuestro vehículo en el aparcamiento de la Fuente del Paco (1.250 m). Desde aquí ascendemos al norte por cualquiera de los dos senderos que supera las lazadas de la pista de la Trapa, una vez cruzando por segunda vez la pista, seguimos ascendiendo hacia el norte sin sendero por un pequeño valle que forma el barranco seco de la Ciresera o Espinablo. Progresivamente vamos ascendiendo para conectar con las rutas que parten desde La Trapa.

### Vías de la cara este (Villanúa)
Las rutas parten desde el refugio de la Espata, al cual podemos llegar con vehículo comprando la entrada de la pista de la Trapa o por el sendero que concurre por la Fuente del Paco.

#### - Por la Espata
Es la segunda ruta más utilizada la cual parte desde el Refugio de la Espata (1.700m). Desde el refugio se accede en dirección norte por un marcado sendero que supera el murallón de Collarada por la llamada canal del Bozo (trepada fácil). Desde aquí hay que remontar las herbosas laderas para alcanzar el Paso de Abete, el cual nos da paso al Collado de Ip (2.599 m). Una vez en el, hay que ascender la cara este de la montaña por una fuerte pendiente rocosa con un par de pasos de sencilla trepada.

#### - Cubilar de los Bueyes
Este camino está ganando popularidad entre los senderistas. Desde el Refugio de La Espata, se debe ascender hacia el este por la parte alta del barranco de Bozuelo, que conduce al collado de Marañán. Aproximadamente a mitad de camino (sin necesidad de llegar al collado), es necesario girar bruscamente hacia el norte, atravesando un pequeño valle con praderas pedregosas y sin sendero definido. Tras superar este tramo, el valle se ensancha, permitiendo el acceso al Cubilar de Los Bueyes a través de un sendero repentino y bien marcado. La senda continúa hacia el norte, en un terreno cada vez más rocoso, hasta alcanzar la base del Achar de la Gallineta (2.230 m) mediante un extenso canchal. Este estrecho corredor es la única vía para superar el murallón de Collarada. Un par de trepadas cortas pero pronunciadas ( II-) permiten conectar con la ruta que parte del Refugio de La Espata, justo al pie del Paso de Abete, para continuar por el recorrido habitual.

### Vías de la cara oeste (Canfranc)

#### - Canal de Curuyé
Ruta directa desde Canfranc Pueblo, que asciende verticalmente por la cara oeste de la montaña. El recorrido comienza en el Puente de las Eras, al norte de Canfranc Pueblo, tomando el camino de Besera hacia el Ibón de Ip. Pronto aparece a la derecha un desvío señalizado como "Collarada por Vía Russell (sendero difícil)", donde un sendero poco marcado asciende a través del empinado pinar. Al alcanzar la discreta cima del Pico Porrató (1.564 m) se intuye a la derecha la ancha Canal de Curuyé. A pocos metros se encuentra la bifurcación señalizada entre la Vía Russell y Curuyé. Se debe tomar el sendero de la derecha por el sendero de la Faja Pleitada para llegar a la base de la evidente canal ancha de Curuyé, marcada con señales de PR.  Su anchura y la presencia de buenos apoyos facilitan la subida (I+). Continuando siempre hacia el este a lo largo de la exigente canal de aproximadamente 300 metros, se llega al pie del muro calcáreo de la Faja Lasala, donde se conecta nuevamente con la Vía Russell, bajo otra nueva canal, la Canal de los Campaniles. Esta canal está equipada con cadenas, lo que permite superarla fácilmente (I), dando acceso a los extensos Llanos de los Campaniles. Desde allí, la cima es claramente visible al fondo. La ascensión continúa por los llanos hasta la base de la pala final del pico, donde se toma la canal más cercana al oeste para alcanzar la cumbre.

#### - Vía Russell (vía usada en la primera exploración al pico)
Vía muy alpina (III+), la cual fue empleada para coronar por primera vez el pico por Henry Russell en 1875. Discurre paralela a la Canal de Curuyé, por lo que una vez en la cima del Pico Porrató accederemos por los escarpes que discurren a la izquierda de dicha canal, los cuales están señalizados. Una vez superados volvemos a enlazar con la ruta de la Canal de Curuyé.

### Cara Norte (Canfranc)
Rutas que parten desde Canfranc y discurren por el Valle de Ip (cara norte de Collarada).

#### - La Solana de Ip (ruta principal por el norte)
Subiendo por el camino señalizado del Ibón de Ip, accedemos al collado de Ip por un canchal de piedras, para coronar el pico por la acra este junto con las rutas que parten desde la Trapa.

#### - La Besera de Ip
Ruta paralela a la anterior que discurre por la margen derecha del barranco de Ip hasta el Ibón homónimo, para enlazar después con la ruta de la Solana.

#### - Corredor de los Militares (para escalada en hielo).
La primara ascensión por este corredor fue en 1977, asciende a la cima directamente por una vertical canal de relativa dificultad, la cual en invierno se hace mediante técnicas de escalada en hielo.

### Camino de Larrosa
Se encuentra a mitad de camino entre Canfranc y Villanúa, ofreciendo combinar rutas desde ambas localidades mediante el Camino de Santiago. El Ayuntamiento de Villanúa recoge minuciosamente información del sendero, el cual accede desde el Camino de Santiago hasta el refugio de La Trapa.

## Deporte
El Grupo de Montaña de Sabiñánigo organizó durante varios años en el mes de septiembre un duro biatlón que consistía en un tramo de bicicleta (Sabiñánigo-Acumuer) y otro a pie (Acumuer-Collarada) que entre ida y vuelta suponían recorrer 60 km y salvar un desnivel de más de 2100 m. Esta dura prueba tuvo su séptima y última edición en 2004.

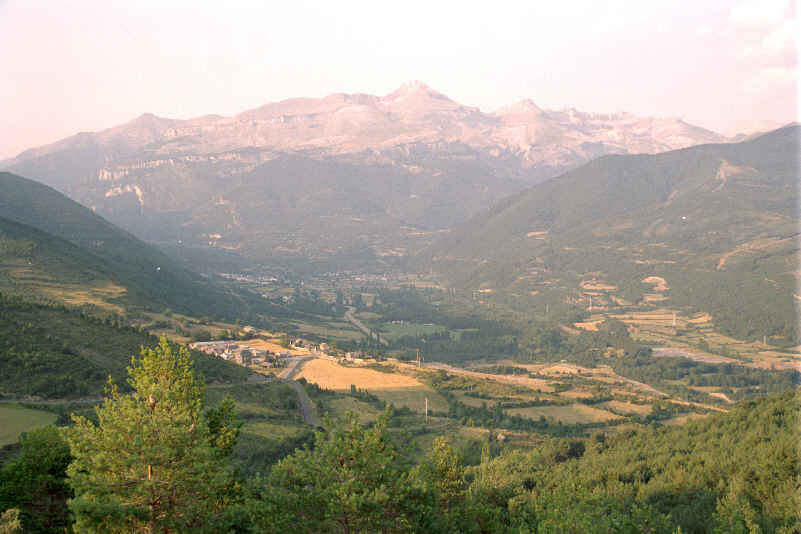
Imagen de Collarada tomada desde el cerro de Angelé.

Collarada es bien conocido en invierno por las pendientes de su ladera sur, no excesivamente duras, que permiten a los amantes de la montaña practicar esquí de travesía, si bien las aludes suponen un grave peligro que han llegado a costar vidas de montañeros, como la que se produjo el 9 de enero de 2010 con tres fallecidos.
El 17 de julio de 2011 el ayuntamiento de Villanúa organizó la primera carrera de deporte extremo 2KV (2 Kilómetros Verticales), que transcurre entre el casco urbano de Villanúa y el pico, con un total de 17 km y un desnivel de 2016 m.[cita requerida]